# ويليام ستيفنسون (كاتب)
ويليام ستيفنسون (بالإنجليزية: William Stevenson)‏ (و. 1924 – 2013 م) هو كاتب، وصحفي كندي، ولد في لندن، توفي في تورونتو، عن عمر يناهز 89 عاماً.

## وصلات خارجية
- ويليام ستيفنسون على موقع IMDb (الإنجليزية)

- ويليام ستيفنسون في قاعدة بيانات الأفلام على الإنترنت